# Liga Nacional Intermedia de Voleibol Femenino 2023
La Liga Nacional Intermedia de Voleibol es la segunda división de competencia de este deporte en Perú, siendo la edición 2023 la vigésima en su historia. Comenzó el 5 de marzo de 2023 y terminó el 26 de marzo de 2023. Su organización, control y desarrollo estuvieron a cargo de la Federación Peruana de Voleibol (FPV). En esta temporada, la LNIV 2023 contó con la participación de nueve equipos de cuatro regiones del Perú: cuatro clubes de Lima, tres equipos de Arequipa, un club de La Libertad y un equipo de Áncash.  
En esta edición, Universitario de Deportes ganó la Liga Intermedia, logrando ascender nuevamente a la Liga Nacional Superior de Voleibol Femenino. De esta manera, el cuadro crema volverá a la primera división tras doce años de ausencia, la que comenzó con la lamentable descalificación merengue en febrero de 2011, en un encuentro contra Deportivo Alianza, cuando "un sujeto identificado con los colores de la 'U' agredió a un hincha rival provocándole un corte en la mano". En la final, jugada en La Punta, Callao, las cremas vencieron 3-0 al favorito Molivoleibol.  
En la Primera Fase, se disputaron tres series de todos contra todos. La serie A estuvo conformada por los cuatro equipos de Lima: Universitario de Deportes, Real Mariscal Cáceres, Sport Performance y Molivoleibol. Por su parte, la serie B se disputó en Arequipa entre los tres equipos mistianos: Club Atlético Faraday, Club Fundación Taybor y Academia Porvenir Boys. Mientras que la serie C se jugó de ida y vuelta entre Los Brillantes de Chimbote, representando a la región Áncash, y Star Net de Trujillo, de la región La Libertad. 
Al terminar la primera fase, se jugó un Cuadrangular Final entre los dos primeros de la Serie A, el ganador de la Serie B y el ganador de la Serie C. El cuadrangular definió. a Universitario como campeón y ascendió directamente a la LNSV 2023-24; mientras que Molivoleibol logró el subcampeonato y tendrá que jugar la Revalidación contra Deportivo Alianza, que quedó penúltimo en la Serie C de la LNSV 2022-2023 Las dos primeras fechas del cuadrangular se jugaron en el coliseo del Circolo Sportivo Italiano, mientras que la fecha final se disputó en el coliseo Fortunatto Marotta de La Punta.   
Vale mencionar que esta temporada de la LNIV debió contar con la participación de la Universidad San Martín de Porres, que descendió en la LNSV 2021-2022, pero el equipo "santo" consiguió mantenerse en la LNSV gracias a que ganó el Torneo Reclasificatorio Femenino 2022, campeonato que la FPV organizó súbitamente en julio de 2022 con el fin de aumentar el número de equipos de la Liga Nacional Superior de Voleibol Femenino 2022-23 de 10 a 12 participantes. Con la invención de este torneo, la FPV evitó que la USMP descienda directamente a la LNIV 2023.    

## Equipos participantes
| N.º | Clubes                | Regiones    | Entrenadores       | Capitanas          | Extranjeras   | Extranjeras       | Extranjeras    |
| --- | --------------------- | ----------- | ------------------ | ------------------ | ------------- | ----------------- | -------------- |
| 1   | Los Brillantes        | Áncash      | Jorge Luna         |                    |               |                   |                |
| 2   | Atlético Faraday      | Arequipa    | Juan Casillas      |                    |               |                   |                |
| 3   | Fundación Taybor      | Arequipa    | Raúl Taype         |                    |               |                   |                |
| 4   | Porvenir Boys         | Arequipa    | Federico Rodríguez |                    |               |                   |                |
| 5   | Molivoleibol          | Lima        | Carlos Maldonado   | Julissa Azca       | Kenia Mendoza | Viviana Rodríguez | Lorena Riascos |
| 6   | Real Mariscal Cáceres | Lima        | Davide Bozzano     |                    |               |                   |                |
| 7   | Sport Performance     | Lima        | Jhon Masgo         | Sherley Villalobos |               |                   |                |
| 8   | Universitario         | Lima        | César Arrese       | Heidi Gronerth     |               |                   |                |
| 9   | Star Net              | La Libertad |                    |                    |               |                   |                |

## Transferencias destacadas
| N.° | Jugadora/Técnico | Posición    | Club anterior | Nuevo club    |
| --- | ---------------- | ----------- | ------------- | ------------- |
| 1   | Kenia Mendoza    | Opuesta     | Rebaza Acosta | Molivoleibol  |
| 2   | Alinson Vela     | Receptora   | Latino Amisa  | Molivoleibol  |
| 3   | Coraima Gómez    | Receptora   | Jaamsa        | Universitario |
| 4   | Jessica Tejada   | Levantadora | Alianza Lima  | Universitario |

## Primera Fase

### Serie A
La Serie A, que se disputó en el Coliseo del Circolo Sportivo Italiano, contó con la participación de cuatro equipos de Lima: Universitario de Deportes de Breña, Real Mariscal Cáceres de San Juan de Lurigancho, Sport Performance Volleyball de San Martín de Porres y Molivoleibol de Surco. Se jugó una ronda de todos contra todos del 5 al 12 de marzo del 2023 para definir las semifinales: 1° vs. 4° y 2° vs. 3°, que se jugaron el 18 de marzo. En la final de la serie, disputada el 19 de marzo, el cuadro crema venció a Molivoleibol y clasificó como primero de la serie. Las entradas para ver los partidos de esta serie tuvieron un costo de diez soles.

#### Clasificación de la Serie A
Cada triunfo por 3-0 y por 3-1 otorga 3 puntos al equipo ganador y cada triunfo por 3-2 otorga 2 puntos al equipo ganador y 1 punto al equipo perdedor. Si hay empate en puntos, se desempata teniendo en cuenta la cantidad de partidos ganados. Si el empate persiste, el ratio de sets. Si el empate continúa, el ratio de puntos.
| Pos. | Equipos               | Puntajes | Partidos | Partidos | Partidos | Resultados | Resultados | Resultados | Resultados | Resultados | Resultados | Sets | Sets | Sets  | Puntos | Puntos | Puntos | Rival en semifinales  |
| Pos. | Equipos               | Puntajes | PJ       | PG       | PP       | 3-0        | 3-1        | 3-2        | 2-3        | 1-3        | 0-3        | SG   | SP   | Ratio | PG     | PP     | Ratio  | Rival en semifinales  |
| ---- | --------------------- | -------- | -------- | -------- | -------- | ---------- | ---------- | ---------- | ---------- | ---------- | ---------- | ---- | ---- | ----- | ------ | ------ | ------ | --------------------- |
| 1°   | Molivoleibol          | 9        | 3        | 3        |          | 2          | 1          |            |            |            |            | 9    | 1    | 9.000 | 255    | 199    | 1.281  | Real Mariscal Cáceres |
| 2°   | Universitario         | 5        | 3        | 2        | 1        | 1          |            | 1          |            | 1          |            | 7    | 5    | 1.400 | 272    | 252    | 1.079  | Sport Performance     |
| 3°   | Sport Performance     | 3        | 3        | 1        | 2        |            |            | 1          | 1          |            | 1          | 5    | 8    | 0.625 | 257    | 279    | 0.921  | Universitario         |
| 4°   | Real Mariscal Cáceres | 1        | 3        |          | 3        |            |            |            | 1          |            | 2          | 2    | 9    | 0.222 | 202    | 256    | 0.789  | Molivoleibol          |

#### Resultados de la Serie A
| N.° | Fecha       | Hora  | Equipo 1              | Res. | Equipo 2              | Set 1 | Set 2 | Set 3 | Set 4 | Set 5 | Total  |
| --- | ----------- | ----- | --------------------- | ---- | --------------------- | ----- | ----- | ----- | ----- | ----- | ------ |
| 1   | 5 de marzo  | 15:00 | Molivoleibol          | 3-0  | Sport Performance     | 25-14 | 25-20 | 25-18 | x     | x     | 75-52  |
| 2   | 5 de marzo  | 17:00 | Real Mariscal Cáceres | 0-3  | Universitario         | 17-25 | 19-25 | 12-25 | x     | x     | 48-75  |
| 3   | 11 de marzo | 15:00 | Molivoleibol          | 3-1  | Universitario         | 25-21 | 27-25 | 28-30 | 25-16 | x     | 105-92 |
| 4   | 11 de marzo | 17:00 | Real Mariscal Cáceres | 2-3  | Sport Performance     | 25-22 | 19-25 | 18-25 | 25-19 | 12-15 | 99-106 |
| 5   | 12 de marzo | 15:00 | Molivoleibol          | 3-0  | Real Mariscal Cáceres | 25-22 | 25-19 | 25-14 | x     | x     | 75-55  |
| 6   | 12 de marzo | 17:00 | Universitario         | 3-2  | Sport Performance     | 25-15 | 25-22 | 24-26 | 16-25 | 15-11 | 105-99 |

#### Semifinales de la Serie A
| N.°         | Fecha       | Hora  | Equipo 1      | Res. | Equipo 2              | Set 1 | Set 2 | Set 3 | Set 4 | Set 5 | Total |
| ----------- | ----------- | ----- | ------------- | ---- | --------------------- | ----- | ----- | ----- | ----- | ----- | ----- |
| Semifinal 1 | 18 de marzo | 16:00 | Molivoleibol  | 3-0  | Real Mariscal Cáceres | 25-18 | 25-19 | 25-21 | x     | x     | 75-58 |
| Semifinal 2 | 18 de marzo | 18:00 | Universitario | 3-0  | Sport Performance     | 25-19 | 25-20 | 25-14 | x     | x     | 75-53 |

#### Finales de la Serie A
| N.°           | Fecha       | Hora  | Equipo 1              | Res. | Equipo 2          | Set 1 | Set 2 | Set 3 | Set 4 | Set 5 | Total  |
| ------------- | ----------- | ----- | --------------------- | ---- | ----------------- | ----- | ----- | ----- | ----- | ----- | ------ |
| Tercer puesto | 19 de marzo | 15:00 | Real Mariscal Cáceres | 3-0  | Sport Performance | 25-9  | 25-19 | 25-21 | x     | x     | 75-49  |
| Final         | 19 de marzo | 17:00 | Molivoleibol          | 2-3  | Universitario     | 25-18 | 17-25 | 25-21 | 20-25 | 8-15  | 95-104 |

### Serie B
La Serie B cuenta con la participación de los tres equipos de Arequipa: Atlético Faraday, Fundación Taybor y Porvenir Boys. Se jugará una ronda de todos contra todos en el Coliseo Miguel Grau de Paucarpata para definir al ganador de la serie. Las fechas de los tres partiidos son 5, 12 y 19 de marzo.   

#### Clasificación de la Serie B
Cada triunfo por 3-0 y por 3-1 otorga 3 puntos al equipo ganador y cada triunfo por 3-2 otorga 2 puntos al equipo ganador y 1 punto al equipo perdedor. Si hay empate en puntos, se desempata teniendo en cuenta la cantidad de partidos ganados. Si el empate persiste, el ratio de sets. Si el empate continúa, el ratio de puntos.
| Pos. | Equipos          | Puntajes | Partidos | Partidos | Partidos | Resultados | Resultados | Resultados | Resultados | Resultados | Resultados | Sets | Sets | Sets  | Puntos | Puntos | Puntos | Detalle                       |
| Pos. | Equipos          | Puntajes | PJ       | PG       | PP       | 3-0        | 3-1        | 3-2        | 2-3        | 1-3        | 0-3        | SG   | SP   | Ratio | PG     | PP     | Ratio  | Detalle                       |
| ---- | ---------------- | -------- | -------- | -------- | -------- | ---------- | ---------- | ---------- | ---------- | ---------- | ---------- | ---- | ---- | ----- | ------ | ------ | ------ | ----------------------------- |
| 1°   | Porvenir Boys    | 6        | 2        | 2        |          | 1          | 1          |            |            |            |            | 6    | 1    | 6.000 | 170    | 146    | 1.164  | Clasificado a la Segunda Fase |
| 2°   | Atlético Faraday | 2        | 2        | 1        | 1        |            |            | 1          |            | 1          |            | 4    | 5    | 0.800 | 82     | 93     | 0.882  | Eliminados                    |
| 3°   | Fundación Taybor | 1        | 2        |          | 2        |            |            |            | 1          |            | 1          | 2    | 6    | 0.333 | 64     | 77     | 0.831  | Eliminados                    |

#### Resultados de la Serie B
| N.° | Fecha       | Hora  | Equipo 1         | Res. | Equipo 2         | Set 1 | Set 2 | Set 3 | Set 4 | Set 5 | Total |
| --- | ----------- | ----- | ---------------- | ---- | ---------------- | ----- | ----- | ----- | ----- | ----- | ----- |
| 1   | 5 de marzo  | 15:00 | Porvenir Boys    | 3-1  | Atlético Faraday | 25-23 | 25-19 | 18-25 | 25-15 | x     | 93-82 |
| 2   | 12 de marzo | 15:00 | Fundación Taybor | 2-3  | Atlético Faraday |       |       |       |       |       |       |
| 3   | 19 de marzo | 15:00 | Fundación Taybor | 0-3  | Porvenir Boys    | 17-25 | 22-25 | 25-27 | x     | x     | 64-77 |

### Serie C
La Serie C cuenta con la participación de Los Brillantes de Chimbote (Áncash) y Star Net de Trujillo (La Libertad). Al ser solo dos equipos, la serie se definirá en partidos de ida y vuelta. El partido de ida se jugó el 5 de marzo en el Coliseo Cerrado Víctor Raúl Haya de la Torre de Nuevo Chimbote y el duelo de vuelta debió disputarse el 12 de marzo en el Coliseo Luz Marina Neira de Moche, pero el partido se suspendió para el 19 de marzo, debido a las intensas lluvias que cayeron sobre Trujillo y que fueron provocadas por el ciclón Yaku. Finalmente, el partido de vuelta se jugará en el Polideportivo Hexágono del Colegio de Arquitectos de Trujillo, debido a que el coliseo de Moche no está "en condiciones de ser utilizado".

#### Clasificación de la Serie C
| Pos. | Equipos        | Puntajes | Partidos | Partidos | Partidos | Resultados | Resultados | Resultados | Resultados | Resultados | Resultados | Sets | Sets | Sets  | Puntos | Puntos | Puntos | Detalle                       |
| Pos. | Equipos        | Puntajes | PJ       | PG       | PP       | 3-0        | 3-1        | 3-2        | 2-3        | 1-3        | 0-3        | SG   | SP   | Ratio | PG     | PP     | Ratio  | Detalle                       |
| ---- | -------------- | -------- | -------- | -------- | -------- | ---------- | ---------- | ---------- | ---------- | ---------- | ---------- | ---- | ---- | ----- | ------ | ------ | ------ | ----------------------------- |
| 1°   | Star Net       | 6        | 2        | 2        |          | 1          | 1          |            |            |            |            | 6    | 1    | 6.000 | 173    | 135    | 1.281  | Clasificado a la Segunda Fase |
| 2°   | Los Brillantes | 0        | 2        |          | 2        |            |            |            |            | 1          | 1          | 1    | 6    | 0.167 | 135    | 173    | 0.780  | Eliminado                     |

#### Resultados de la Serie C
| N.° | Fecha       | Hora  | Local          | Res. | Visita         | Set 1 | Set 2 | Set 3 | Set 4 | Set 5 | Total |
| --- | ----------- | ----- | -------------- | ---- | -------------- | ----- | ----- | ----- | ----- | ----- | ----- |
| 1   | 5 de marzo  | 15:00 | Los Brillantes | 1-3  | Star Net       | 20-25 | 25-23 | 23-25 | 19-25 | x     | 87-98 |
| 2   | 19 de marzo | 15:00 | Star Net       | 3-0  | Los Brillantes | 25-19 | 25-19 | 25-10 | x     | x     | 75-48 |

## Segunda Fase: Cuadrangular Final
La Segunda Fase se juega entre el 1° (Universitario) y el 2° (Molivoleibol) de la Serie A, el ganador de la Serie B (Porvenir Boys) y el ganador de la Serie C (Star Net). El cuadrangular definirá al equipo campeón, que ascenderá directamente a la LNSV 2023-24, y al equipo subcampeón, que jugará el Revalidación contra Deportivo Alianza, que quedó penúltimo en la Serie C de la LNSV 2022-2023. Las dos primeras fechas (24 y 25 de marzo) se jugarán en el coliseo del Circolo Sportivo Italiano, mientras que la fecha final (26 de marzo) se disputará en el coliseo Fortunatto Marotta de La Punta. Las entradas para ver los partidos de esta serie tienen un precio de diez soles.      

### Clasificación del cuadrangular
Cada triunfo por 3-0 y por 3-1 otorga 3 puntos al equipo ganador y cada triunfo por 3-2 otorga 2 puntos al equipo ganador y 1 punto al equipo perdedor. Si hay empate en puntos, se desempata teniendo en cuenta la cantidad de partidos ganados. Si el empate persiste, el ratio de sets. Si el empate continúa, el ratio de puntos.
| Pos. | Equipos       | Puntajes | Partidos | Partidos | Partidos | Resultados | Resultados | Resultados | Resultados | Resultados | Resultados | Sets | Sets | Sets  | Puntos | Puntos | Puntos | Detalle                               |
| Pos. | Equipos       | Puntajes | PJ       | PG       | PP       | 3-0        | 3-1        | 3-2        | 2-3        | 1-3        | 0-3        | SG   | SP   | Ratio | PG     | PP     | Ratio  | Detalle                               |
| ---- | ------------- | -------- | -------- | -------- | -------- | ---------- | ---------- | ---------- | ---------- | ---------- | ---------- | ---- | ---- | ----- | ------ | ------ | ------ | ------------------------------------- |
| 1°   | Universitario | 9        | 3        | 3        |          | 2          | 1          |            |            |            |            | 9    | 1    | 9.000 | 249    | 188    | 1.324  | Asciende a la LNSV 2023-24            |
| 2°   | Molivoleibol  | 6        | 3        | 2        | 1        | 2          |            |            |            |            | 1          | 6    | 3    | 2.000 | 217    | 185    | 1.173  | Revalidación contra Deportivo Alianza |
| 3°   | Star Net      | 3        | 3        | 1        | 2        | 1          |            |            |            | 1          | 1          | 4    | 6    | 0.667 | 220    | 220    | 1.000  | Eliminados                            |
| 4°   | Porvenir Boys | 0        | 3        |          | 3        |            |            |            |            |            | 3          |      | 9    | 0.000 | 132    | 225    | 0.587  | Eliminados                            |

### Resultados del cuadrangular
| N.° | Fecha       | Hora  | Equipo 1      | Res. | Equipo 2      | Set 1 | Set 2 | Set 3 | Set 4 | Set 5 | Total |
| --- | ----------- | ----- | ------------- | ---- | ------------- | ----- | ----- | ----- | ----- | ----- | ----- |
| 1   | 24 de marzo | 15:00 | Molivoleibol  | 3-0  | Porvenir Boys | 25-20 | 25-13 | 25-11 | x     | x     | 75-44 |
| 2   | 24 de marzo | 17:00 | Universitario | 3-1  | Star Net      | 27-25 | 25-13 | 19-25 | 25-19 | x     | 96-82 |
| 3   | 25 de marzo | 16:00 | Universitario | 3-0  | Porvenir Boys | 25-18 | 25-11 | 25-11 | x     | x     | 75-40 |
| 4   | 25 de marzo | 18:00 | Molivoleibol  | 3-0  | Star Net      | 25-19 | 26-24 | 25-20 | x     | x     | 76-63 |
| 5   | 26 de marzo | 13:00 | Porvenir Boys | 0-3  | Star Net      | 15-25 | 18-25 | 15-25 | x     | x     | 48-75 |
| 6   | 26 de marzo | 15:00 | Universitario | 3-0  | Molivoleibol  | 25-19 | 28-26 | 25-21 | x     | x     | 78-66 |

## Revalidación 2023
La Revalidación enfrentó al penúltimo de la Serie C de la Liga Nacional Superior de Voleibol Femenino 2022-23 (Deportivo Alianza) contra el subcampeón de la Liga Nacional Intermedia de Voleibol 2023 (Molivoleibol). El ganador de este duelo jugará la LNSV 2023-24 y el perdedor jugará la LNIV 2024. La Revalidación se jugó a un partido definitorio ya que ambos equipos eran de Lima-Callao, pero si uno de los equipos era de provincia, se jugaba a partidos de ida y vuelta. El duelo se disputó el domingo 2 de abril a las 4 p. m. en el coliseo del Circolo Sportivo Italiano. El precio de cada entrada fue diez soles.   
- Jugará la LNSV 2023-2024.      Jugará la LNIV 2024.

| Pos. | Equipo            | Marcador de la serie | Partidos | Partidos | Partidos | Resultados | Resultados | Resultados | Resultados | Resultados | Resultados | Sets | Sets | Sets  | Puntos | Puntos | Puntos |
| Pos. | Equipo            | Marcador de la serie | PJ       | PG       | PP       | 3-0        | 3-1        | 3-2        | 2-3        | 1-3        | 0-3        | SG   | SP   | Ratio | PG     | PP     | Ratio  |
| ---- | ----------------- | -------------------- | -------- | -------- | -------- | ---------- | ---------- | ---------- | ---------- | ---------- | ---------- | ---- | ---- | ----- | ------ | ------ | ------ |
| 1°   | Deportivo Alianza | 1-0                  | 1        | 1        |          |            |            | 1          |            |            |            | 3    | 2    | 1.500 | 108    | 110    | 0.982  |
| 2°   | Molivoleibol      | 0-1                  | 1        |          | 1        |            |            |            | 1          |            |            | 2    | 3    | 0.667 | 110    | 108    | 1.019  |

### Resultado
| Fecha      | Hora  | Partido     | Penúltimo LNSV 2022-23 | Res. | 2° LNIV 2023 | S1    | S2    | S3    | S4    | S5    | Total   |
| ---------- | ----- | ----------- | ---------------------- | ---- | ------------ | ----- | ----- | ----- | ----- | ----- | ------- |
| 2 de abril | 16:00 | Definitorio | Deportivo Alianza      | 3-2  | Molivoleibol | 21-25 | 28-26 | 25-21 | 19-25 | 15-13 | 108-110 |

## Podio de la LNIV 2023
|                         |                      |                     |
| Universitario           | Molivoleibol         | Star Net            |
| Ascendió a LNSV 2023-24 | Jugó la Revalidación | Jugará la LNIV 2024 |
| Medalla de oro          | Medalla de plata     | Medalla de bronce   |